# Rocher Clipperton
Rocher Clipperton, także Rocher de Clipperton lub Le Rocher – najwyższy punkt Wyspy Clippertona, francuskiego terytorium zależnego (posiadłości państwa) na Oceanie Spokojnym. Jest to skała typu nek o wysokości 29 m n.p.m., co jest dość dużą wysokością, zważając, że średnia wysokość pozostałej części wyspy nie przekracza 4 m n.p.m. Chociaż Wyspa Clippertona ma pochodzenie koralowe, to ta konkretna skała stanowi szkielet dawnego wulkanu. Jest częścią łańcucha takich właśnie skał, lecz zarazem jedyną z nich wystającą ponad powierzchnię wody. W lagunie wyspy znajduje się jeden głęboki na ponad 80 metrów punkt, z którego wydobywa się siarkowodór; może to być jeden z tychże wulkanów.